# Граве, Иван Платонович
Иван Платонович Граве (13 (25) ноября 1874, Казань — 3 марта 1960, Москва) — русский учёный-артиллерист, основатель советской научной школы баллистики, изобретатель ракетного вооружения. Действительный член Академии артиллерийских наук (1947—1953), профессор (1919), доктор технических наук (1939). Полковник Российской императорской армии (1912), генерал-майор инженерно-технической службы СССР (1942). Лауреат Сталинской премии первой степени (1942).

## Биография российского периода
Родился 25 ноября 1874 в Казани, в семье потомственного дворянина, смотрителя Астраханского военного госпиталя, подполковника Платона Ивановича Граве и Юлии Александровны Беловой. В 1892 году окончил Симбирский кадетский корпус.
С августа 1892 года на военной службе в Русской императорской армии. Окончил Михайловское артиллерийское училище в 1895 году. После краткой службы в Михайловской крепостной артиллерии поступил в академию. Окончил Михайловскую артиллерийскую академию в 1900 году. С 1900 года служил репетитором (адъюнктом), а с 1904 года — штатным преподавателем Константиновского артиллерийского училища, одновременно — приватный (то есть внештатный) преподаватель в Михайловском артиллерийском училище и кадетском корпусе. В 1904 году защитил диссертацию на тему «Об исследовании горения бездымных порохов в неизменяемом пространстве». С января 1912 года — заведующий обучающимися в Михайловской артиллерийской академии офицерами и штатный военный преподаватель этой академии.
Практически сразу же с началом преподавательской работы включился и в научную деятельность. Неоднократно был в служебных командировках в Германии, Франции и других странах. В 1904 году первым в России защитил диссертацию по внутренней баллистике на тему «Закон нарастания давления газов и скорости горения при сгорании пороха в постоянном объёме».
В 1915 году предложил на рассмотрение в Главное артиллерийское управление своё изобретение «боевые ракеты с новым форсовым составом на основе бездымного пироксилинового пороха и переносные станки (в виде желобов на катках с подъемным механизмом для стрельбы этими ракетами)». Хотя это предложение принято не было, но автор получил на него патент. Именно это оружие стало предтечей будущих боевых систем реактивной артиллерии, подготовив для дальнейшей работы над ними обширную практическую и теоретическую базу. В 1915 году, после экспериментов с прототипами ракет, он предложил использовать в ракетах прессованные длительно горящие шашки из бездымного пироксилинового пороха. В 1916 году изобрёл боевую ракету на бездымном порохе — прототип позднейшего реактивного снаряда.
В 1916 году им были запатентованы и испытаны изготовленные на Шлиссельбургском пороховом заводе цилиндрические шашки из пироксилиновой массы диаметром 70 мм. Патент подтверждён в 1924 году.

## Биография советского периода
В Красную Армию вступил в феврале 1918 года, перейдя в неё с основной частью преподавательского состава академии. Академия не подвергалась расформированию большевиками и продолжила свою работу (более того, только в марте 1919 году она была переименована в Артиллерийскую академию РККА, лишившись своего «монархического» наименования). В 1919 году был арестован органами ВЧК, через четыре месяца освобождён. После освобождения в октябре 1919 года был утверждён в должности штатного преподавателя Артиллерийской академии РККА.
Наряду с преподаванием продолжал активнейшую исследовательскую работу, в 1919—1922 годах работал по совместительству консультантом в Остехбюро при ВСНХ РСФСР. В 1919—1924 годах — член-консультант в КОСАРТОПе. Работал также в Экспериментальной мастерской новейших изобретений. С 1925 по 1936 годы являлся членом Комитета по делам изобретений, заведующий 4-й (военной) секцией его.
В январе 1924 года повышен в должности до помощника начальника Артиллерийской академии РККА по учебной части — начальника учебного отдела. В том же году академия была включена в состав Военно-технической академии РККА, а И. П. Граве в августе 1924 года назначен старшим руководителем академии и исполняющим должность начальника баллистического факультета академии. С июня 1927 года — профессор высших вузов и исполняющий должность начальника баллистического факультета академии, с июля 1929 года — старший руководитель кафедры артиллерии Военно-технической академии им. Ф. Э. Дзержинского.
Период 1920-х годов был одним из самых плодотворных в научной деятельности И. П. Граве. Тогда он создал пятитомный фундаментальный научный труд по баллистике (1 книга — «Пиростатика» и 4 книги — «Пиродинамика»), и капитальный труд «Баллистика полузамкнутого пространства», где впервые в России начал исследование баллистики реактивного движения.
В апреле 1931 года был арестован и полгода находился в тюрьме под следствием по делу «Весна» (в феврале 1931 года был уволен из РККА). Освобожден в мае 1931 года, но восстановлен в кадрах Красной Армии был только в мае 1933 года. Тогда же назначен на должность начальника кафедры внутренней баллистики Военной артиллерийской академии РККА, в марте 1935 года переведён начальником специального технического цикла академии.
В начале 1938 года вторично был уволен из армии, 28 июня 1938 года арестован и находился под следствием по обвинениям в участии в «контрреволюционной офицерской монархической организации» и в шпионаже в пользу Германии. Освобожден в январе 1939 года, в конце марта 1939 года восстановлен в Красной Армии и назначен старшим преподавателем кафедры внешней баллистики Артиллерийской академии РККА имени Ф. Э. Дзержинского. В 1939—1941 годах по совместительству преподавал в МВТУ им. Н.Э. Баумана.
Профессор Иван Граве — один из создателей советской школы внутренней баллистики, всем своим научным авторитетом поддерживавший развитие ракетных технологий. В результате его усилий были созданы условия, чтобы инженеры Реактивного института И. И. Гвай, Л. Э. Шварц, Ю. А. Победоносцев, В. А. Артемьев и другие продолжали работы по созданию пусковой установки залпового огня.
В сентябре 1943 года по состоянию здоровья И. П. Граве был освобождён от преподавательской работы и назначен постоянным членом Артиллерийского комитета Главного артиллерийского управления РККА. С мая 1947 года работал научным консультантом НИИ-3 Академии артиллерийских наук. После войны на восьмом десятке лет известный всей советской артиллерии учёный начал совершенно новую научно-исследовательскую работу об особенностях внутренней баллистики при стрельбе из орудий жидкими взрывчатыми смесями, дав широкое теоретическое освещение вопроса их применения для стрельбы. С 1947 исследовал вопросы использования жидкой взрывчатой смеси для стрельбы из ствольных систем.
В 1952 году Иван Платонович снова арестован — на этот раз под предлогом «разоблачения заговора» в Главном артиллерийском управлении. Освободила его уже смерть И. В. Сталина 5 марта 1953 года. В сентябре 1953 года был уволен в отставку по возрасту. Однако вернулся в Артиллерийскую академию им. Ф. Э. Дзержинского, где продолжил трудиться внештатным преподавателем до последних дней жизни.
Обладатель 9 патентов на изобретения, из которых 4 в области реактивного оружия и порохов. Автор свыше 60 научных трудов.
Иван Платонович умер в Москве в 1960 году, в возрасте 85 лет.

## Работы
- Опыт теоретического исследования закона развития давлений при горении пороха в неизменяемом пространстве. — Спб, 1904.
- Краткие сведения о новейших баллистических приборах. — СПб.: тип. П. П. Сойкина, 1914.
- О прогрессивных формах порохов. — Петроград, 1918.
- Внутренняя баллистика. — Ленинград: Воен.-технич. акад. РККА им. Дзержинского, 1927—1932.
- Основные формулы для давления пороховых газов, длины пути и скорости снаряда в случае составного заряда. — Ленинград: Воен.-техн. акад. РККА им. т. Дзержинского, 1930.
- Баллистика полузамкнутого пространства (1940).

## Награды
Российская империя
- орден Святого Станислава 2-й ст. (1908)[9]
- орден Святой Анны 2-й степени (1911)
- орден Святого Владимира 4-й степени (1913)

СССР
- два ордена Ленина (7 декабря 1940, 21 февраля 1945)[10]
- два ордена Красного Знамени (4 ноября 1944, 24 июня 1948)
- орден Отечественной войны 1-й степени (5 декабря 1944)
- орден Красной Звезды (1934)
- ряд медалей СССР
- Сталинская премия I степени (10 апреля 1942) — за научную работу «Баллистика полузамкнутого пространства», опубликованную в 1940 году[11]

## Воинские чины и звания
- Подпоручик (старшинство с 07.08.1893).
- Поручик (ст. 07.08.1897).
- Штабс-капитан (ст. 24.05.1900; за отличные успехи в науках).
- Капитан (ст. 12.08.1907).
- Полковник (ст. 26.08.1912).
- Дивинженер (13.02.1936).
- Генерал-майор инженерно-артиллерийской службы (17.11.1942).
- Генерал-майор инженерно-технической службы (переименован в звании после очередных изменений в системе воинских званий СССР в первой половине 1950-х годов).

## Память
- Его именем назван кратер на обратной стороне Луны.